# Kriegerdenkmal Burgkemnitz

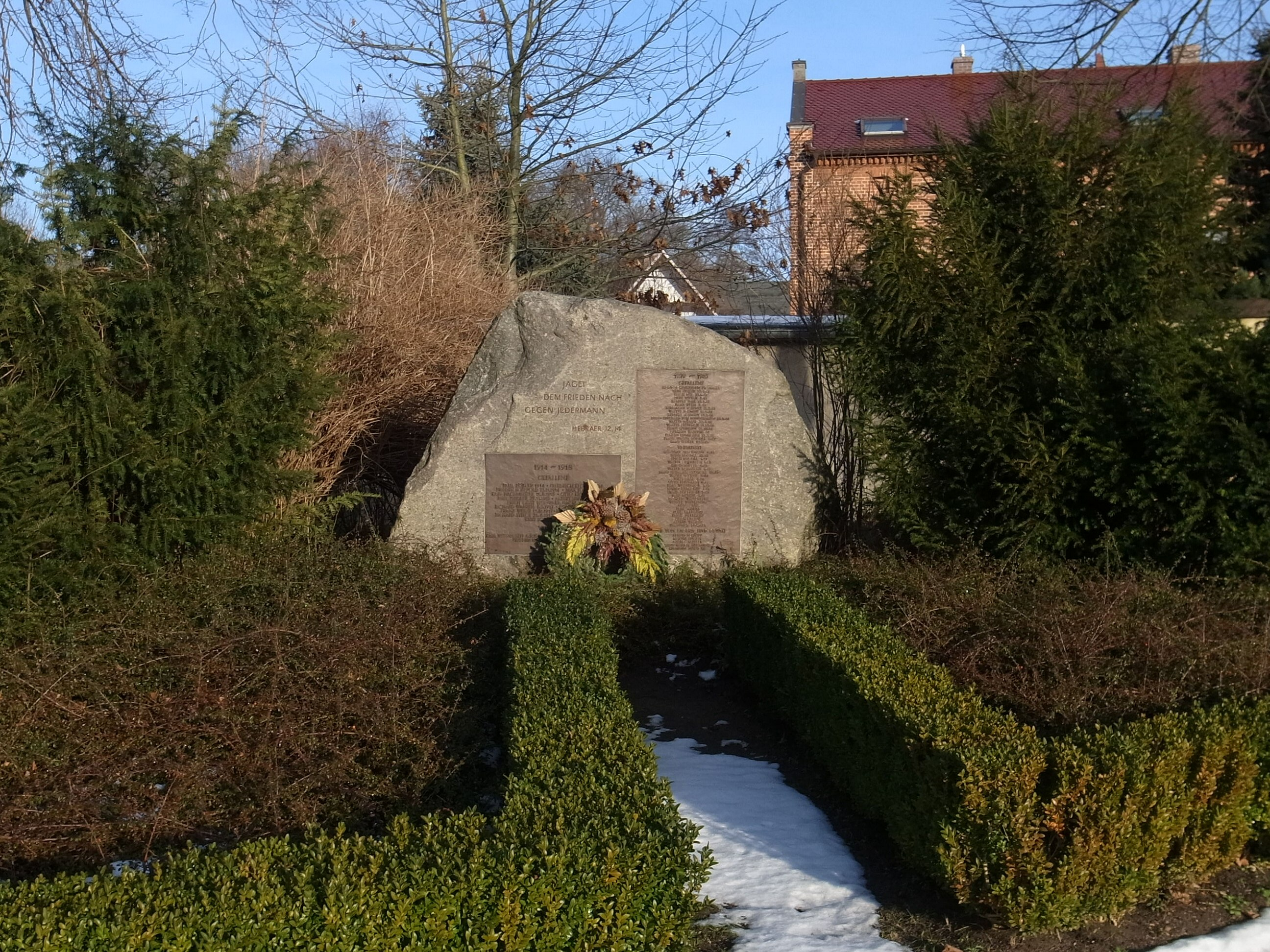
Kriegerdenkmal in Burgkemnitz

Das Kriegerdenkmal Burgkemnitz ist ein denkmalgeschütztes Kriegerdenkmal im Ortsteil Burgkemnitz der Gemeinde Muldestausee in Sachsen-Anhalt. Im örtlichen Denkmalverzeichnis ist es mit der Erfassungsnummer 094 96604 als Baudenkmal verzeichnet.

## Allgemeines
Das Kriegerdenkmal in Burgkemnitz befindet sich an der Kreuzung der Straßen Schlaitzer Straße und Platz der Jugend. Das heutige Kriegerdenkmal in Burgkemnitz wurde 1996 auf Initiative des Burgkemnitzer Heimat- und Naturvereins zum Gedenken an die zwanzig gefallenen Soldaten des Ersten Weltkriegs und für die 45 gefallenen Soldaten des Zweiten Weltkriegs aufgestellt. Es handelt sich dabei um einen Findling aus dem Tagebau Gröbern mit einer Inschrift und zwei Gedenktafeln. Die Gedenktafeln wurden vom Steinmetzbetrieb Scholz aus Jeßnitz gefertigt.
Am 29. Juni 1924 wurde für die gefallenen Soldaten des Ersten Weltkriegs schon mal ein Kriegerdenkmal eingeweiht. Von diesem Denkmal sind nur noch Fragmente der Namenstafel erhalten.